# Хрустан євразійський
Хруста́н євразійський (Charadrius morinellus) — птах невеликих розмірів із ряду Сивкоподібні родини сивкових з короткими ногами та невеликим дзьобом. Мешканець арктичних та гірських тундр Європи та Азії. В Україні пролітний вид.

## Опис
Довжина тіла 20-22 см, розмах крил 57-64 см, вага 90-140г. Птаха можна відрізнити за особливістю оперення, яке не зустрічається у інших куликів. Статевий диморфізм виявлений не яскраво, зокрема самці дещо менші від самок і мають не таке яскраве забарвлення.
У пухового пташеняти спина — суміш чорних, іржаво-жовтих і білих цяток, лоб вершково-білий з чорною серединною лінією. Черевна сторона білувата, на волі злегка охриста або вершкова.
У молодого птаха спинна сторона тіла чорно-бура з рудуватими краями пір'я. Груди і боки бруднувато охристі з бурими цятками, решта черева сірувато-бура.
Дорослий птах y весняному вбранні: верх голови чорно-бурий, на лобі пера з білими краєчками; брови і їх продовження білого кольору; оперення решти верхньої сторони тіла буровато-сіре; горло біле; воло сіро-буре; груди і боки іржасто-руді. На середині черева є велика чорна пляма. Задня частина черева і спід хвоста та крила білі. Махові пера зверху бурі, зі споду — білуваті; стернові пера бурі, з вузькою білою верхівкою. Стернові пера такого кольору, як і спина. Дзьоб чорний, ноги жовтувато —сірі.
У дорослих птахів в зимовий період верх голови темно-бурий, пера з рудуватою облямівкою, воло і боки тулуба рудувато-сірі, спина буровато —сіра. Груди і черево сірувато — білі. На волі виражена світла смуга.

## Поширення
Ареал хрустана складається з окремих, розташованих на певній відстані один від одної територій. Основною територією поширення хрустана є зона тундри Євразії, проте гніздова територія не завжди саме в цих місцях. У горах гніздовий ареал хрустанів лежить вище рівня лісу (на Алтаї, наприклад, від 2000 м і вище). В Україні цей вид має статус пролітного виду. Весняний переліт хрустанів на території України триває з початку березня до кінця квітня і навіть пізніше. У рівнинній тундрі оселяються на сухих кам'янистих височинах, порослих рідким лишайником, мохом і низькорослою травою. У гірській місцевості надає перевагу ділянкам з рівним ландшафтом з кам'яних плит і дрібного гравію вище межі лісу, також з рідкою рослинністю. Саме відносна рідкісність подібних біотопів і пояснює причину розірваності та фрагментарності ареалу даного виду. Зимують у Південно-Західній Азії і в Східній Африці, дотримуючись там напівпустельних рівнин з небагатою злаковою рослинністю, далеко від морських узбережь.

## Живлення
Зоофаг, основний раціон — комахи та інші безхребетні, головним чином твердокрилі, двокрилі, черви тачеревоногі, рідше основний раціон становить рослинна їжа — листя, ягоди, насіння. Ловить мурах, павуків і щипавок. На місцях зимівлі іноді споживає різні види дрібних равликів. У невеликих кількостях харчується кормами рослинного походження — ягодами, насінням, листям і квітками, зокрема зеленню ломикаменю або ягодами водянки. Полює на поверхні землі, виглядаючи здобич здалеку і хапаючи її після короткого перельоту. У шлунках птахів часто знаходять дрібні камінчики, які птахи ковтають спеціально для поліпшення перемелювання їжі.

## Розмноження

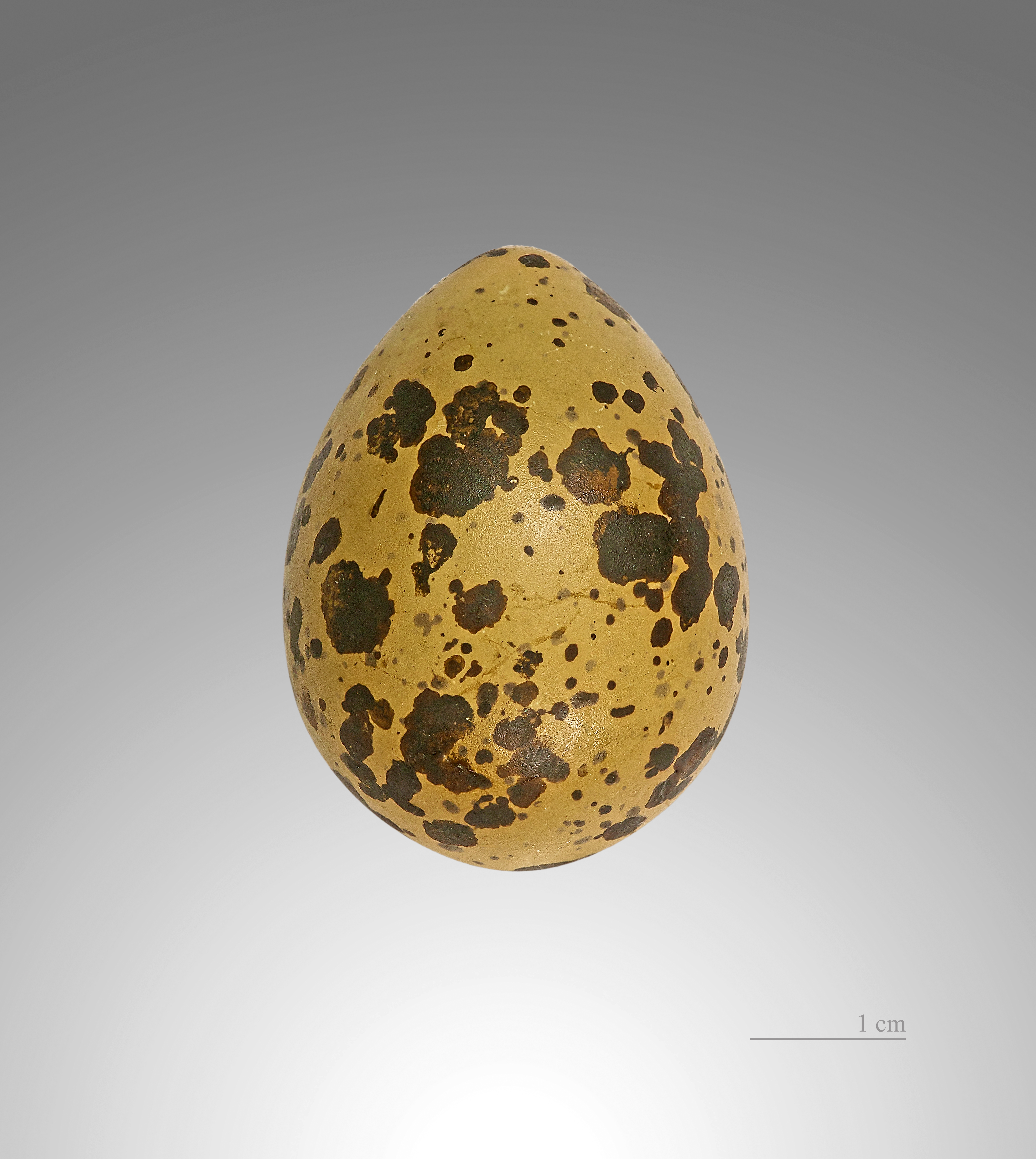
Яйце хрустана

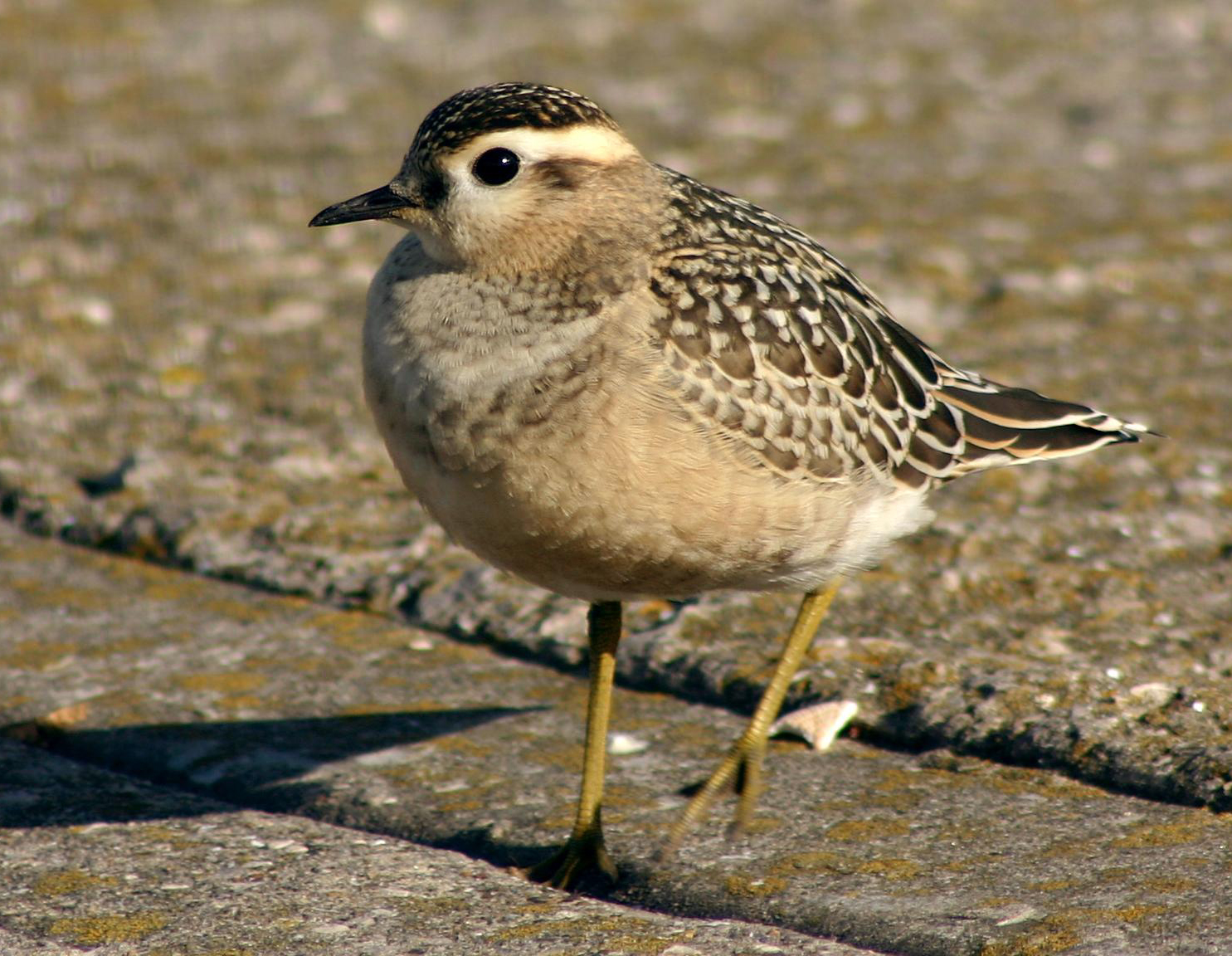
Молода особина

На місця гніздування хрустани прилітають ранньою весною. Вони розбиваються на пари і гніздяться переважно на кам'янистих ділянках тундри, а в горах — на ділянках з низькою і негустою трав'янистою рослинністю і кам'янистим ґрунтом. Гніздо являє собою досить глибоку ямку, яка має підстилку із стебел і трави. В кладці три, дуже рідко чотири або два яйця. Насиджуванням, яке триває протягом 23-29 днів, зайнятий самець. За рік роблять одну кладку, у випадку її загибелі, протягом 14 днів може бути зроблена ще одна кладка. Самка після відкладання яєць залишає гніздові місця. Молодь починає літати у віці 25-30 днів. Осінній переліт через Україну відбувається у вересні-жовтні. Під час перельоту хрустани летять тільки вдень, звичайно невеликими зграйками і низько над землею, іноді зупиняючись для відпочинку і живлення.

## Охорона
Загрозливими чинниками для хрустана є забруднення середовищ існування, пряме винищення птахів мисливцями, забудова та засмічення узбережь водойм. Вид перебуває під захистом Директиви ЄС про захист диких птахів, Бонської та Бернської конвенції, а також Угоди AEWA.